# Una lingua è un dialetto con un esercito ed una marina
"Una lingua è un dialetto con un esercito ed una marina" è un'espressione linguistica che si riferisce all'arbitrarietà della distinzione tra un dialetto e una lingua. Con essa, si vuole mettere in evidenza l'influenza che la situazione sociale e politica può avere sulla percezione di una comunità su cosa debba essere considerato lingua, e cosa dialetto. Questo adagio conobbe una certa popolarità grazie a Max Weinreich, un sociolinguista specializzato nello studio dello yiddish, che l'aveva sentito durante una delle proprie lezioni.

## Weinreich
L'affermazione è, come detto, comunemente attribuita ad uno dei più importanti studiosi della moderna linguistica yiddish, il tedesco-baltico Max Weinreich, che la espresse appunto in yiddish:
A quanto ne sappiamo, venne pubblicata per la prima volta nell'articolo di Weinreich Der YIVO un di problemen fun undzer tsayt (דער ייִוואָ און די פּראָבלעמען פֿון אונדזער צײַט‎; "Lo YIVO affronta il Mondo del Dopoguerra" o, letteralmente, "Lo YIVO e i problemi del nostro tempo"), originariamente presentata come dissertazione all'annuale conferenza dello YIVO (ovvero l'Institute for Jewish Research, allora conosciuto come Yiddish Scientific Institute), tenuta il 5 gennaio 1945. Weinreich espresse la frase esclusivamente in yiddish.
Weinreich attribuisce la citazione ad uno dei presenti alla serie di lezioni tenute tra il 13 dicembre 1943 ed il 12 giugno 1944:
...Una volta apparve tra gli astanti un professore che insegnava in una scuola superiore del Bronx. Era arrivato in America da bambino, e non aveva mai sentito dire che la lingua yiddish avesse una storia e che potesse anche servire per scopi elevati... Una volta, dopo una lezione, egli mi avvicinò e domandò: 'qual è la differenza tra un dialetto ed una lingua?' Io pensai che dovesse essere stato traviato a causa del disprezzo maskil, e provai a riportarlo sulla retta via, ma subito fui interrotto: 'Tutte queste cose le so già, ma io le darò una definizione migliore. Una lingua è un dialetto con un esercito ed una flotta.' Da quel momento mi ripromisi di riportare questa meravigliosa formulazione della condizione dello yiddish ad un pubblico vasto.

## Possibili origini alternative
Il sociolinguista e studioso di yiddish Joshua Fishman asserì di essere stato proprio lui la persona presente alla lezione di Weinreich. Egli venne in seguito citato quale autore della frase. Comunque, Fishman sosteneva che l'incontro fosse avvenuto a margine di una conferenza nel 1967, più di venti anni dopo quella dello YIVO nel 1945, e in ogni caso egli non corrisponde alla descrizione data da Weinreich.
Alcuni studiosi ritengono che Antoine Meillet avesse in precedenza affermato che una lingua è un dialetto con un esercito, ma non ci sono documenti coevi a sostegno di questa tesi.
Jean Laponce sostenne che fosse stato Hubert Lyautey (1854–1934), durante un incontro della Académie française, a dare origine alla frase e propose di chiamarla in suo onore "Loi de Lyautey" 'Legge di Lyautey'. Ma ancora una volta non ci sono prove di ciò.
Altre origini suggerite sono posteriori alla pubblicazione di Weinreich.

## Rilevanza per lo yiddish
Weinreich osservò che la frase è una "meravigliosa espressione della condizione dello yiddish". Nella sua lezione, egli discute non solo di linguistica, ma anche della più ampia nozione di "yidishkeyt" (ייִדישקייט – lett. l'essere Ebreo).

## Varianti
Randolph Quirk modificò leggermente la definizione, facendola diventare "una lingua è un dialetto con un esercito ed una bandiera" (aggiungendo una politica di difesa e una compagnia aerea nazionale).

## Il testo di Weinreich in yiddish
Ecco il passaggio dello scritto del 1945 nell'originale yiddish, seguito da una traslitterazione in caratteri latini:
פֿאַר אַ יאָרן האָבן מיר אין דער ד״ר צמח שאַבאַד־אַספּיראַנטור געהאַט אַ
קורס פֿון צוואַנציק לעקציעס אויף דער טעמע׃ „פּראָבלעמען אין דער געשיכטע
פֿון דער ייִדישער שפּראַך“. צווישן די צוהערערס איז איין מאָל אױך אַרײַנגעפֿאַלן
אַ לערער פֿון אַ בראָנקסער הײַסקול. ער איז געקומען קײן אַמעריקע ווי
אַ קינד און האָט פֿאַר דער גאַנצער צײַט קײן מאָל ניט געהערט, אַז ייִדיש האָט
אַ געשיכטע און קען דינען פֿאַר העכערע ענינים אויך. ווי אַזוי ער איז פֿון דער
אַספּיראַנטור פֿון ייִוואָ געווויר געוואָרן ווייס איך ניט, נאָר פֿון יעמאָלט אָן האָט
ער שוין גענומען קומען. איין מאָל נאָך אַ לעקציע גייט ער צו צו מיר און פֿרעגט׃
„וואָס איז דער חילוק פֿון אַ דיאַלעקט ביז אַ שפּראַך?“ איך האָב געמיינט, אַז עס
רופֿט זיך אים דער משׂכּילישער ביטול, און איך האָב אים געפּרוּווט אַרויפֿפֿירן
אויפֿן ריכטיקן וועג, נאָר ער האָט מיך איבערגעריסן׃ „דאָס ווייס איך, אָבער
איך וועל אײַך געבן אַ בעסערע דעפֿיניציע׃ אַ שפּראַך איז אַ דיאַלעקט מיט אַן
אַרמיי און פֿלאָט“. איך האָב זיך יעמאָלט באַלד פֿאַרגעדענקט, אַז די דאָזיקע
וווּנדערלעכע פֿאָרמולירונג פֿון דער סאָציאַלער מערכה פֿון ייִדיש מוז איך ברענגען
צו אַ גרויסן עולם.‎

Far a yorn hobn mir in der d[okto]r Tsemakh Shabad-aspirantur gehat a kurs fun tsvantsik lektsyes oyf der teme, "problemen in der geshikhte fun der yidisher shprakh". Tsvishn di tsuherers iz eyn mol oykh arayngefaln a lerer fun a bronkser hayskul. Er iz gekumen keyn amerike vi a kind un hot far der gantser tsayt keyn mol nit gehert, az yidish hot a geshikhte un ken dinen far hekhere inyonem oykh. Vi azoy er iz fun der aspirantur fun YIVO gevoyr gevorn veys ikh nit, nor fun yemolt on hot er shoyn genumen kumen. Eyn mol nokh a lektsye geyt er tsu tsu mir un fregt, "Vos iz der khilek fun a dialekt biz a shprakh?" Ikh hob gemeynt, az es ruft zikh im der maskilisher bitl, un ikh hob im gepruvt aroyffirn afn rikhtikn veg, nor er hot mikh ibergerisn "Dos veys ikh, ober ikh vel aykh gebn a besere definitsye. A shprakh iz a dialekt mit an armey un flot." Ikh hob zikh yemolt bald fargedenkt, az di dozike vunderlekhe formulirung fun der sotsyaler marokhe fun yidish muz ikh brengen tsu a groysn oylem.